# Olympische Jugend-Winterspiele 2020/Teilnehmer (Hongkong)
| Gelbes Symbol für Goldmedaillen mit stilisierten Olympischen Ringen | Graues Symbol für Silbermedaillen mit stilisierten Olympischen Ringen | Braundes Symbol für Bronzemedaillen mit stilisierten Olympischen Ringen |
| ------------------------------------------------------------------- | --------------------------------------------------------------------- | ----------------------------------------------------------------------- |
| —                                                                   | —                                                                     | —                                                                       |

Hongkong nahm an den Olympischen Jugend-Winterspielen 2020 in Lausanne mit vier Athleten (drei Jungen und ein Mädchen) in zwei Sportarten teil.

## Medaillen

### Medaillengewinner
| Name/n      | Sportart  | Wettkampf          |
| ----------- | --------- | ------------------ |
| Gold        |           |                    |
| Yam Yau 1   | Eishockey | 3×3 Turnier Jungen |
| Bronze      |           |                    |
| Elvis Hsu 1 | Eishockey | 3×3 Turnier Jungen |

## Teilnehmer nach Sportarten

### Eishockey

#### 3×3 Turnier
| Mannschaft   | Athleten | Vorrunde       | Vorrunde  | Halbfinale     | Halbfinale | Finale/Spiel um Bronze          | Finale/Spiel um Bronze | Rang   |
| Mannschaft   | Athleten | Gegner         | Ergebnis  | Gegner         | Ergebnis   | Gegner                          | Ergebnis               | Rang   |
| ------------ | --- | -------------- | --------- | -------------- | ---------- | ------------------------------- | ---------------------- | ------ |
| Jungen       | |                |           |                |            |                                 |                        |        |
| _ Team Braun | Luka Banek Sai Lake Hugo Galvez Elvis Hsu Axel Ruski-Jones Marlon D’Acunto Erik Potšinok Evan Nauth Artur Seniut Matyáš Šapovaliv Milán Ivády Rastislav Eliáš Sebastian Aarsund                     | _ Team Schwarz | 13:11     | _ Team Rot     | 7:9        | Spiel um Bronze: _ Team Schwarz | 6:5                    | Bronze |
| _ Team Braun | Luka Banek Sai Lake Hugo Galvez Elvis Hsu Axel Ruski-Jones Marlon D’Acunto Erik Potšinok Evan Nauth Artur Seniut Matyáš Šapovaliv Milán Ivády Rastislav Eliáš Sebastian Aarsund                     | _ Team Grün    | 6:8       | _ Team Rot     | 7:9        | Spiel um Bronze: _ Team Schwarz | 6:5                    | Bronze |
| _ Team Braun | Luka Banek Sai Lake Hugo Galvez Elvis Hsu Axel Ruski-Jones Marlon D’Acunto Erik Potšinok Evan Nauth Artur Seniut Matyáš Šapovaliv Milán Ivády Rastislav Eliáš Sebastian Aarsund                     | _ Team Grau    | 16:6      | _ Team Rot     | 7:9        | Spiel um Bronze: _ Team Schwarz | 6:5                    | Bronze |
| _ Team Braun | Luka Banek Sai Lake Hugo Galvez Elvis Hsu Axel Ruski-Jones Marlon D’Acunto Erik Potšinok Evan Nauth Artur Seniut Matyáš Šapovaliv Milán Ivády Rastislav Eliáš Sebastian Aarsund                     | _ Team Orange  | 14:10     | _ Team Rot     | 7:9        | Spiel um Bronze: _ Team Schwarz | 6:5                    | Bronze |
| _ Team Braun | Luka Banek Sai Lake Hugo Galvez Elvis Hsu Axel Ruski-Jones Marlon D’Acunto Erik Potšinok Evan Nauth Artur Seniut Matyáš Šapovaliv Milán Ivády Rastislav Eliáš Sebastian Aarsund                     | _ Team Rot     | 5:11      | _ Team Rot     | 7:9        | Spiel um Bronze: _ Team Schwarz | 6:5                    | Bronze |
| _ Team Braun | Luka Banek Sai Lake Hugo Galvez Elvis Hsu Axel Ruski-Jones Marlon D’Acunto Erik Potšinok Evan Nauth Artur Seniut Matyáš Šapovaliv Milán Ivády Rastislav Eliáš Sebastian Aarsund                     | _ Team Blau    | 14:2      | _ Team Rot     | 7:9        | Spiel um Bronze: _ Team Schwarz | 6:5                    | Bronze |
| _ Team Braun | Luka Banek Sai Lake Hugo Galvez Elvis Hsu Axel Ruski-Jones Marlon D’Acunto Erik Potšinok Evan Nauth Artur Seniut Matyáš Šapovaliv Milán Ivády Rastislav Eliáš Sebastian Aarsund                     | _ Team Gelb    | 8:6       | _ Team Rot     | 7:9        | Spiel um Bronze: _ Team Schwarz | 6:5                    | Bronze |
| _ Team Grün  | Nicolas Elgas Artjom Pronitschkin Nathan Nicoud Wolodymyr Troschkin Pablo González Maks Perčič Yam Yau Alessandro Segafredo Illja Korsun Marek Potšinok Patrik Dalen Levente Hegedűs Štěpán Maleček | _ Team Gelb    | 10:5      | _ Team Schwarz | 7:3        | _ Team Rot                      | 10:4                   | Gold   |
| _ Team Grün  | Nicolas Elgas Artjom Pronitschkin Nathan Nicoud Wolodymyr Troschkin Pablo González Maks Perčič Yam Yau Alessandro Segafredo Illja Korsun Marek Potšinok Patrik Dalen Levente Hegedűs Štěpán Maleček | _ Team Braun   | 8:6       | _ Team Schwarz | 7:3        | _ Team Rot                      | 10:4                   | Gold   |
| _ Team Grün  | Nicolas Elgas Artjom Pronitschkin Nathan Nicoud Wolodymyr Troschkin Pablo González Maks Perčič Yam Yau Alessandro Segafredo Illja Korsun Marek Potšinok Patrik Dalen Levente Hegedűs Štěpán Maleček | _ Team Rot     | 9:8 n. V. | _ Team Schwarz | 7:3        | _ Team Rot                      | 10:4                   | Gold   |
| _ Team Grün  | Nicolas Elgas Artjom Pronitschkin Nathan Nicoud Wolodymyr Troschkin Pablo González Maks Perčič Yam Yau Alessandro Segafredo Illja Korsun Marek Potšinok Patrik Dalen Levente Hegedűs Štěpán Maleček | _ Team Blau    | 11:6      | _ Team Schwarz | 7:3        | _ Team Rot                      | 10:4                   | Gold   |
| _ Team Grün  | Nicolas Elgas Artjom Pronitschkin Nathan Nicoud Wolodymyr Troschkin Pablo González Maks Perčič Yam Yau Alessandro Segafredo Illja Korsun Marek Potšinok Patrik Dalen Levente Hegedűs Štěpán Maleček | _ Team Grau    | 14:6      | _ Team Schwarz | 7:3        | _ Team Rot                      | 10:4                   | Gold   |
| _ Team Grün  | Nicolas Elgas Artjom Pronitschkin Nathan Nicoud Wolodymyr Troschkin Pablo González Maks Perčič Yam Yau Alessandro Segafredo Illja Korsun Marek Potšinok Patrik Dalen Levente Hegedűs Štěpán Maleček | _ Team Orange  | 8:6       | _ Team Schwarz | 7:3        | _ Team Rot                      | 10:4                   | Gold   |
| _ Team Grün  | Nicolas Elgas Artjom Pronitschkin Nathan Nicoud Wolodymyr Troschkin Pablo González Maks Perčič Yam Yau Alessandro Segafredo Illja Korsun Marek Potšinok Patrik Dalen Levente Hegedűs Štěpán Maleček | _ Team Schwarz | 4:6       | _ Team Schwarz | 7:3        | _ Team Rot                      | 10:4                   | Gold   |

### Ski Alpin
| Athleten                       | Wettbewerbe  | 1. Lauf     | 1. Lauf | 2. Lauf     | 2. Lauf | Gesamt      | Gesamt |
| Athleten                       | Wettbewerbe  | Zeit        | Rang    | Zeit        | Rang    | Zeit        | Rang   |
| ------------------------------ | ------------ | ----------- | ------- | ----------- | ------- | ----------- | ------ |
| Jungen                         |              |             |         |             |         |             |        |
| Miguel Chi Hung Almirall Perez | Riesenslalom | 1:14,85 min | 50      | 1:14,01 min | 44      | 2:28,86 min | 44     |
| Miguel Chi Hung Almirall Perez | Slalom       | DNF         | DNF     | DNF         | DNF     | DNF         | DNF    |
| Mädchen                        |              |             |         |             |         |             |        |
| Audrey King                    | Riesenslalom | DNF         | DNF     | DNF         | DNF     | DNF         | DNF    |
| Audrey King                    | Slalom       | 1:02,12 min | 39      | 1:00,58 min | 32      | 2:02,70 min | 32     |